# Titanic 666
Titanic 666 (ou Titanic Rises) (bra: A Maldição do Titanic) é um filme mockbuster produzido pela The Asylum e lançado em 15 de abril de 2022 nos Estados Unidos no serviço de streaming Tubi, no aniversário de 110 anos do naufrágio do Titanic. É a sequência de Titanic II e também é titulado como Titanic 3. O filme recebeu críticas geralmente desfavoráveis, e usuários nas redes sociais notaram similaridade do filme com Titanic (1997) e Studio 666 (2022).

## Sinopse
Após embarcarem na viagem inaugural do "Titanic 3", um grupo de influenciadores digitais é cercado de enventos macabros.

## Elenco
- Keesha Sharp - Capitã Celeste Rhoades
- Jamie Bamber - Professor Hal Cochran
- Lydia Hearst - Idina Bess
- AnnaLynne McCord - Mia Stone
- Joseph Gatt - Brian Andrews

## Recepção
Waldemar Dalenogare avaliou com nota 1/10 e disse que "quem vê, não crê: The Asylum conseguiu se superar (...) Eu já sabia que era um filme ruim, o trailer já é uma desgraça (...) o mau gosto ao lidar com uma tragédia (no aniversário do naufrágio de Titanic) (...) Não é um filme de terror, por mais que o titulo possa te levar para essa ideia, aqui na verdade o que você tem é uma grande piada a custo de efeitos gráficos extremamente precários e de um elenco completamente perdido."
Em sua crítica na revista Paste, Matt Donato avaliou com nota 4/10 dizendo que "enquanto a Netflix tem aspirações ao Oscar para seus originais, na Tubi parece que o conteúdo é o equivalente de streaming do SYFY depois da meia-noite (...) Eu vi filmes piores este ano do que Titanic 666, mas também muitos exemplos melhores (...) contra todas as probabilidades, o Titanic 666 é muito dramático e direto para seu próprio bem."
No Crooked Marquee, Josh Bell avaliou com um "C-" dizendo que " é uma história lenta e monótona de navio assombrado que leva muito tempo para chegar aos seus escassos terrores. Lydia Hearst encontra o tom certo como descendente de uma das vítimas originais do Titanic que convoca seus espíritos para amaldiçoar essa exploração descarada de suas memórias, e AnnaLynne McCord é divertida de assistir como uma influenciadora narcisista que sai do filme muito cedo. Mas os próprios fantasmas são aparições mansas e mal representadas, e a valente e abnegada capitã (Keesha Sharp) é uma protagonista fraca à medida que a viagem previsivelmente se transforma em caos."